# Angelo Costa (allenatore)
Angelo Costa (Modena, 7 giugno 1918 – Ravenna, 6 luglio 1979) è stato un allenatore di pallavolo italiano, allenatore della nazionale e vincitore dei primi quattro scudetti della pallavolo maschile italiana.

## Biografia
Nato a Modena, si trasferì da bambino a Ravenna a seguito del padre Maresciallo dell'Esercito. Rimase nella città romagnola per tutto il resto della sua vita. Da allora Angelo frequentò l'Oratorio Arcivescovile di via Nino Bixio, chiamato comunemente Ricreatorio. Qui conobbe Mario Montanari (caduto nell'eccidio di Ponte Allocchi del 25 agosto 1944) e Bruno Benelli (che fu sindaco di Ravenna).
Nel Ricreatorio praticò diversi sport, tra cui il calcio nel Gruppo Sportivo Robur Ravenna, la polisportiva nata nel 1905 nei locali del Ricreatorio Arcivescovile. Alla fine degli anni trenta scelse la pallavolo. Giocò nei tornei dell'Opera Nazionale Dopolavoro, anche a livello nazionale, non esistendo ancora una federazione pallavolistica italiana.
Allo scoppio della guerra venne arruolato nei bersaglieri. Partecipò come sottufficiale telegrafista alle campagne di Jugoslavia e di Grecia. Nel 1942 partì per il fronte russo con l'Armir, si ammalò di pleurite e fu rimpatriato nel 1943. Nel 1944 si sposò con Pia Pasini, originaria di San Zaccaria, nella Ravenna ancora occupata dai tedeschi.
Dal dopoguerra lavorò nell'amministrazione delle Poste e seguì con grande passione il suo sport.
Angelo Costa morì il 6 luglio 1979 a causa di un blocco renale conseguente a disfunzioni epatiche. Aveva 61 anni. Riposa nel cimitero di Ravenna.
Sposato con Pia, ha avuto due figli, Irma e Roberto. Roberto ha intrapreso la carriera di allenatore.

### Carriera nei club
Costa assunse la direzione della squadra di pallavolo della Robur già nell'estate autunno del 1943, appena terminata la convalescenza in un ospedale militare di Rimini e dimostrò subito spiccate doti di motivatore e notevoli capacità tecniche.

Nei giorni successivi alla Liberazione di Ravenna (4 dicembre 1944) la Robur subì una scissione: tutta la prima squadra passò in blocco al Partito comunista, che allestì una formazione chiamata “Garibaldina”. Con Costa rimase solo Orfeo Montanari. Si trovò ad allenare la seconda squadra, quella formata dai giovani. Le sue grandi doti tecniche riuscirono comunque a farne una squadra vincente. Le prime partite del sestetto furono giocate contro i militari dell'esercito polacco di stanza a Ravenna.
Nel 1946 Costa fu tra i ventisette fondatori della Federazione Italiana Pallavolo. Nello stesso anno si tennero a Genova i primi campionati italiani. Il 14 luglio si disputarono le qualificazioni regionali. La Robur fu la seconda delle tre squadre ammesse dall'Emilia-Romagna. Dal 15 al 17 agosto, sul campo dell'Ansaldo S.I.A.C. a Sestri Ponente, 18 squadre si affrontarono per il titolo nazionale. La Robur Ravenna, con i suoi giovani atleti (tra cui uno di 15 anni e altri di 16 e 17 anni) vinse il titolo maschile. La coppa relativa al primo Campionato del 1946 è ancora oggi conservata presso gli stessi locali dell'ex-Ricreatorio, attualmente sede del Comitato provinciale del Centro Sportivo Italiano.

Costa vinse il titolo italiano per club anche negli anni 1947, 1948, 1949 e 1952, stabilendo un record di cinque titoli, dei quali quattro consecutivi.
Allenò la Robur pallavolo fino alla stagione 1952/53, quando la società si disarticolò una seconda volta. Volle rimanere nell'ambiente e riuscì a ripartire come arbitro (1950-1958), arrivando anche in questa attività ai massimi livelli, cioè alla Serie A.
Nel 1963 fu co-fondatore, insieme con Cesare Sangiorgi, della società “Natale Casadio”, che divenne il gruppo sportivo dei Vigili del Fuoco: Costa fu di nuovo alla guida di una squadra di pallavolo. Fu l'inizio di una seconda carriera. In due anni il “Casadio” salì in Serie A e la squadra giovanile vinse per tre volte il titolo italiano juniores. Molti giocatori della prima squadra furono convocati in nazionale: vestirono la maglia azzurra Bondi, Mattioli, Meldolesi, Bendandi, Sergio Guerra, Ricci, Recine e Venturi. 
Costa aveva contratto una malattia al fegato durante la campagna di Russia. Il male lo accompagnò per tutta la vita, ma solamente nel 1968 gli fu diagnosticato. Da allora Costa si curò, ma la malattia avanzò ugualmente. Durante il campionato di Serie A 1967-68 lasciò la guida del “Casadio” al vice Fuchi. L'incarico terminò formalmente il 30 giugno 1968.
Nel 1970 venne eletto nel Consiglio nazionale della Federazione. Nel 1971 fu nominato responsabile del settore squadre nazionali (praticamente fece lo “scopritore di talenti”). Ma non lasciò del tutto il Casadio. Nel 1974 venne riconfermato, ma nello stesso anno dovette subire una delicata operazione chirurgica. Si dimise dalla carica, anche per l'insorgere di contrasti con il Consiglio federale. Nel 1979, il suo ultimo anno di vita, si dimise anche dalla dirigenza del Casadio.

### Carriera in nazionale
Nel 1947 Angelo Costa fu scelto come allenatore della nazionale maschile per il campionato europeo. Debuttò a Parigi in un'amichevole contro la Francia (1-3).
 Ai Campionati europei di Roma (1948) l'Italia vinse la medaglia di bronzo. Costa guidò la nazionale anche ai Mondiali di Praga (1949).

Nel 1950 lasciò la guida della nazionale.

### Galleria d'immagini

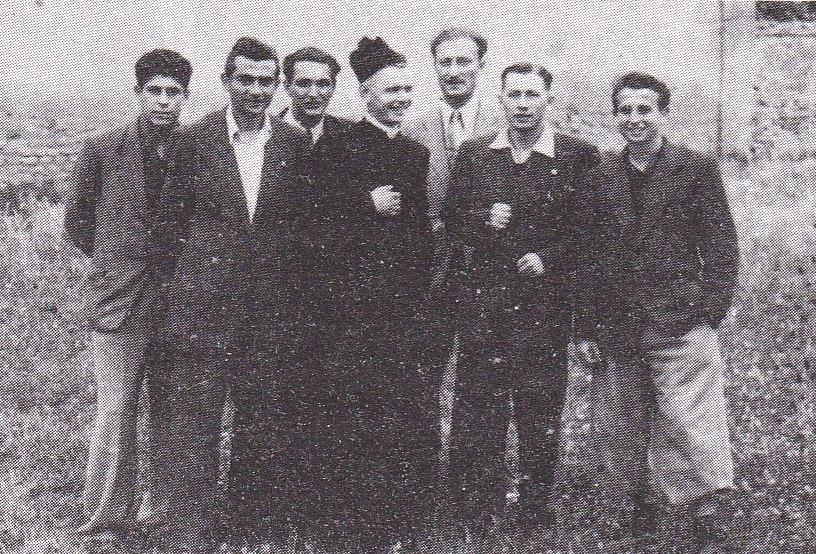
Il Ricreatorio nel 1944. Al centro della foto Mario Montanari nell'ultimo anno della sua vita (1915-1944). Alla sua sinistra (il secondo a destra per chi guarda) l'amico Angelo Costa.
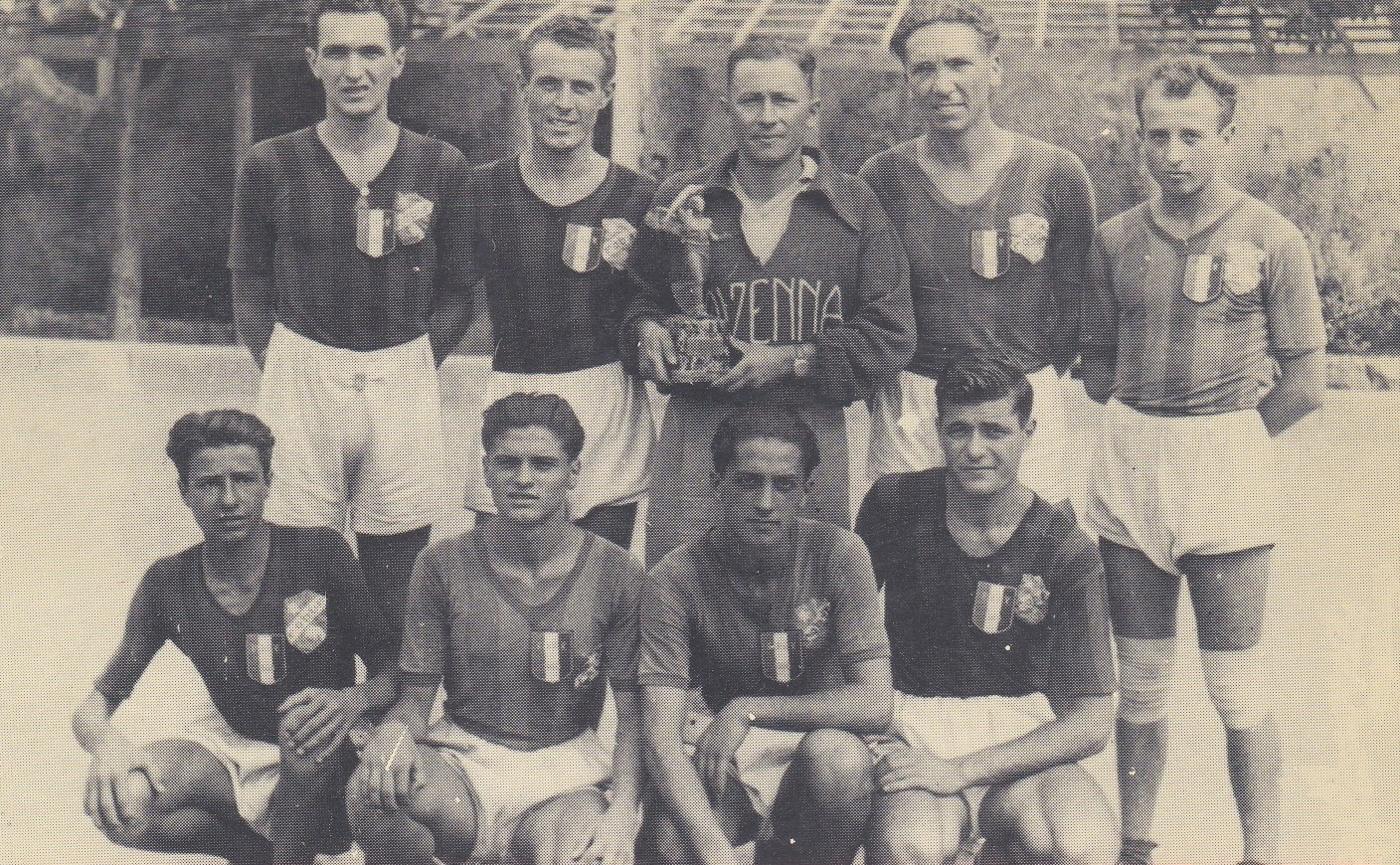
La squadra campione d'Italia 1946. Al centro in piedi, Costa regge la coppa dei vincitori.
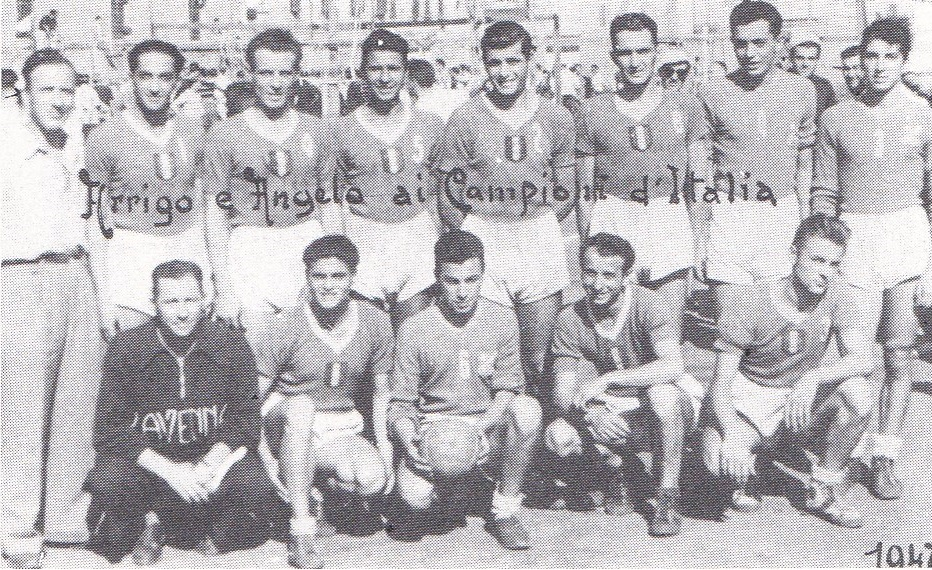
La squadra campione d'Italia 1947. Costa è accosciato con la tuta di colore scuro.
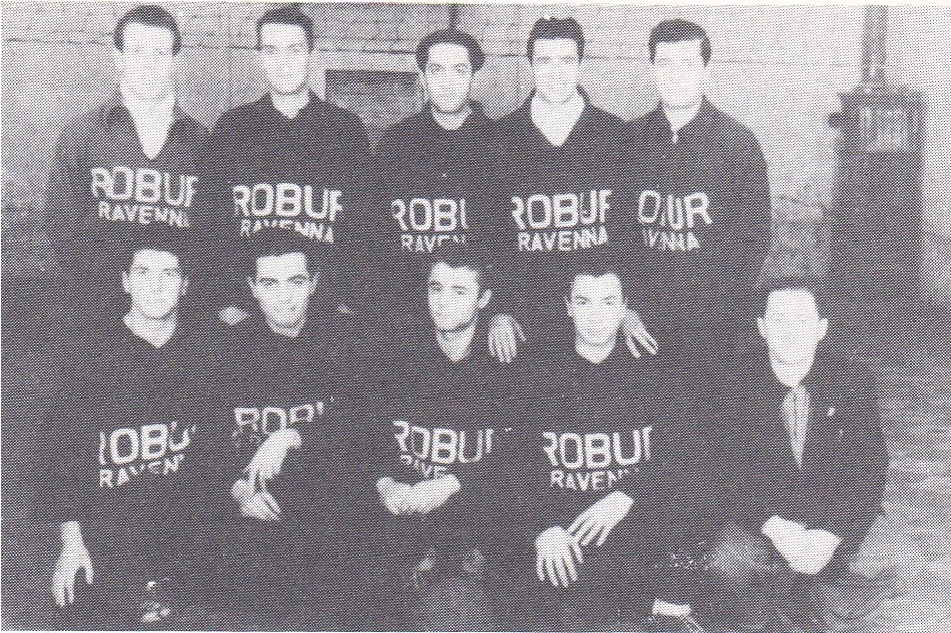
La squadra campione d'Italia 1948. Il primo a destra, Costa indossa abiti civili.
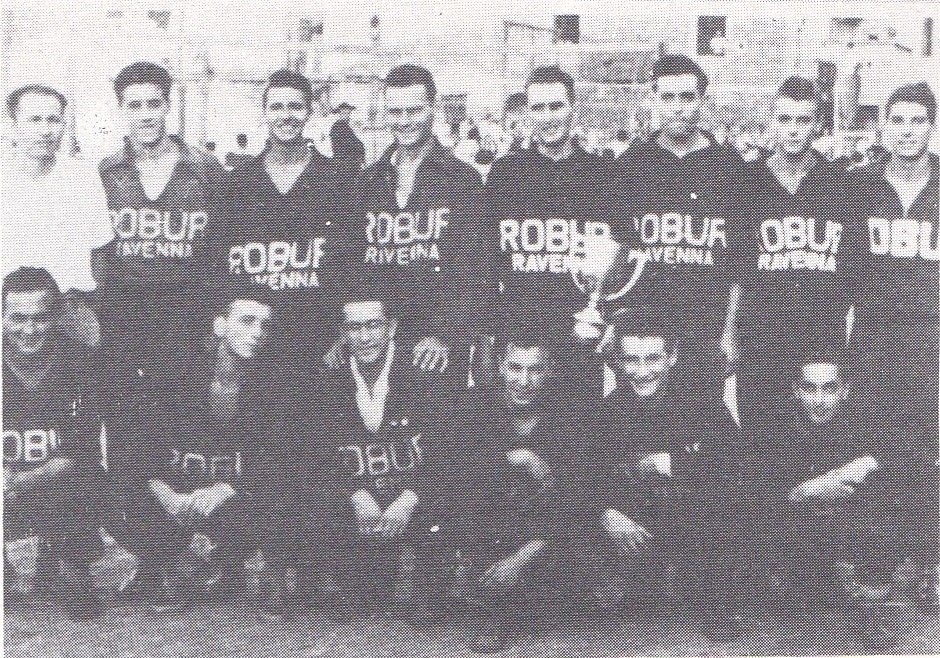
La squadra campione d'Italia 1949. Angelo Costa è il primo a sinistra in piedi.
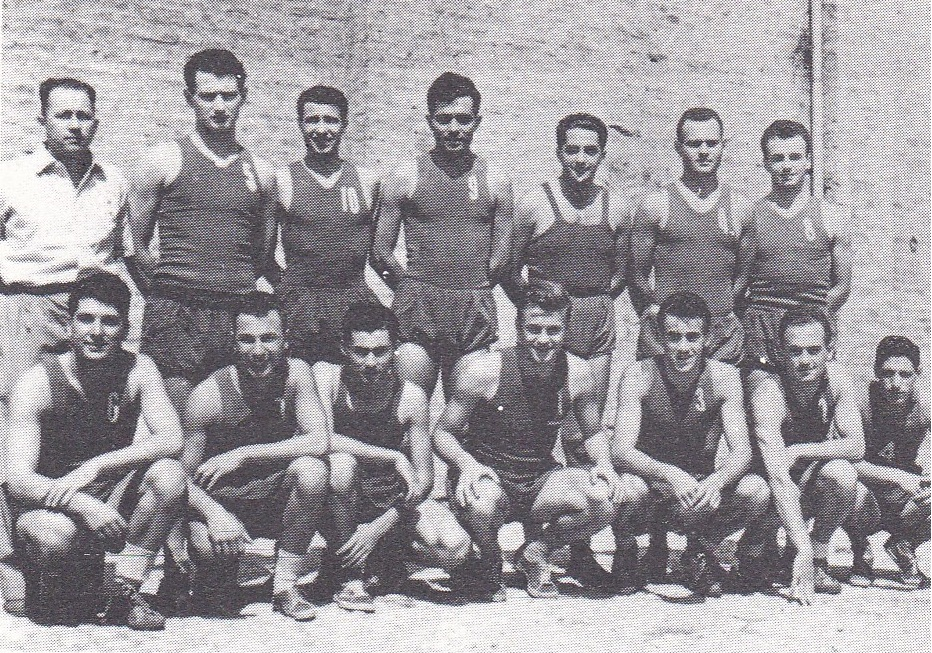
La squadra campione d'Italia 1952. Angelo Costa è il primo a sinistra in piedi.

## Palmarès

### Club
- Campionato italiano: 5

1946, 1947, 1948, 1949, 1952.

## Intitolazioni
Ad Angelo Costa fu intitolato a Ravenna l'unico palasport cittadino presente ai suoi tempi. Successivamente, gli è stata intitolata la società sportiva col nome di Gruppo Sportivo Robur «Angelo Costa», nel cui organigramma dirigenziale compare il figlio Roberto, anch'egli, in gioventù, allenatore di pallavolo. 

Inoltre, è intitolato a Costa il premio di miglior allenatore che la Lega Volley consegna annualmente ai tecnici che si sono maggiormente distinti nella stagione agonistica.